# Ciprus a 2016. évi nyári olimpiai játékokon
Ciprus a brazíliai Rio de Janeiróban megrendezett 2016. évi nyári olimpiai játékok egyik részt vevő nemzete volt. Az országot az olimpián 6 sportágban 15 sportoló képviselte, akik érmet nem szereztek.

## Atlétika
Férfi
| Versenyző       | Versenyszám | Előfutam | Előfutam | Előfutam | Elődöntő | Elődöntő | Elődöntő | Döntő | Döntő    |
| Versenyző       | Versenyszám | Idő      | Hely.    | Össz.    | Idő      | Hely.    | Össz.    | Idő   | Helyezés |
| --------------- | ----------- | -------- | -------- | -------- | -------- | -------- | -------- | ----- | -------- |
| Milan Trajkovic | 110 m gát   | 13,59    | 3.       | 16.      | 13,31    | 2.       | 4.       | 13,41 | 7.       |

| Versenyző               | Versenyszám   | Selejtező | Selejtező | Döntő    | Döntő    |
| Versenyző               | Versenyszám   | Eredmény  | Helyezés  | Eredmény | Helyezés |
| ----------------------- | ------------- | --------- | --------- | -------- | -------- |
| Dimitrios Chondrokoukis | Magasugrás    | 226 cm    | 12.***    | 225 cm   | 12.      |
| Kiriákosz Joánnu        | Magasugrás    | 226 cm    | 12.***    | 229 cm   | 7.**     |
| Apósztolosz Paréllisz   | Diszkoszvetés | 63,35 m   | 8.        | 63,72 m  | 8.       |

Női
| Versenyző          | Versenyszám | Selejtező | Selejtező | Selejtező | Előfutam | Előfutam | Előfutam | Elődöntő | Elődöntő | Elődöntő | Döntő   | Döntő    |
| Versenyző          | Versenyszám | Idő       | Hely.     | Össz.     | Idő      | Hely.    | Össz.    | Idő      | Hely.    | Össz.    | Idő     | Helyezés |
| ------------------ | ----------- | --------- | --------- | --------- | -------- | -------- | -------- | -------- | -------- | -------- | ------- | -------- |
| Ramona Papaioannou | 100 m       | kiemelt   | kiemelt   | kiemelt   | 11,61    | 6.       | 45.*     | kiesett  | kiesett  | kiesett  | kiesett | kiesett  |
| Ramona Papaioannou | 200 m       |           |           |           | 23,10    | 4.       | 35.      | kiesett  | kiesett  | kiesett  | kiesett | kiesett  |
| Eléni Artimatá     | 200 m       |           |           |           | 23,27    | 5.       | 39.      | kiesett  | kiesett  | kiesett  | kiesett | kiesett  |

| Versenyző        | Versenyszám | Selejtező | Selejtező | Döntő    | Döntő    |
| Versenyző        | Versenyszám | Eredmény  | Helyezés  | Eredmény | Helyezés |
| ---------------- | ----------- | --------- | --------- | -------- | -------- |
| Leontia Kallenou | Magasugrás  | 180 cm    | 32.***    | kiesett  | kiesett  |

* - egy másik versenyzővel azonos eredményt ért el

** - két másik versenyzővel azonos eredményt ért el

*** - három másik versenyzővel azonos eredményt ért el

## Kerékpározás

### Országúti kerékpározás
Női
| Versenyző          | Versenyszám   | Idő             | Helyezés        |
| ------------------ | ------------- | --------------- | --------------- |
| Antri Christoforou | Mezőnyverseny | limitidőn kívül | limitidőn kívül |

## Sportlövészet
Férfi
| Versenyző        | Versenyszám | Selejtező | Selejtező | Elődöntő | Elődöntő | Döntő   | Döntő    |
| Versenyző        | Versenyszám | Pont      | Helyezés  | Pont     | Helyezés | Pont    | Helyezés |
| ---------------- | ----------- | --------- | --------- | -------- | -------- | ------- | -------- |
| Andreas Chasikos | Skeet       | 118       | 16.       | kiesett  | kiesett  | kiesett | kiesett  |

Női
| Versenyző        | Versenyszám | Selejtező | Selejtező | Elődöntő | Elődöntő | Döntő   | Döntő    |
| Versenyző        | Versenyszám | Pont      | Helyezés  | Pont     | Helyezés | Pont    | Helyezés |
| ---------------- | ----------- | --------- | --------- | -------- | -------- | ------- | -------- |
| Ándri Eleftheríu | Skeet       | 67        | 15.       | kiesett  | kiesett  | kiesett | kiesett  |

## Torna
Férfi

| Versenyző       | Versenyszám      | Selejtező | Selejtező | Döntő    | Döntő    |
| Versenyző       | Versenyszám      | Pontszám  | Helyezés  | Pontszám | Helyezés |
| --------------- | ---------------- | --------- | --------- | -------- | -------- |
| Marios Georgiou | Talaj            | 13,566    | 57.       | kiesett  | kiesett  |
| Marios Georgiou | Korlát           | 14,858    | 35.       | kiesett  | kiesett  |
| Marios Georgiou | Nyújtó           | 14,700    | 22.       | kiesett  | kiesett  |
| Marios Georgiou | Gyűrű            | 13,366    | 65.       | kiesett  | kiesett  |
| Marios Georgiou | Lólengés         | 14,066    | 40.       | kiesett  | kiesett  |
| Marios Georgiou | Egyéni összetett | 85,289    | 26.       | 34,732   | 23.      |

## Úszás
Férfi
| Versenyző                 | Versenyszám | Előfutam | Előfutam | Előfutam | Döntő   | Döntő    |
| Versenyző                 | Versenyszám | Idő      | Hely.    | Össz.    | Idő     | Helyezés |
| ------------------------- | ----------- | -------- | -------- | -------- | ------- | -------- |
| Iacovos Hadjiconstantinou | 400 m gyors | 4:03,53  | 7.       | 47.      | kiesett | kiesett  |

Női
| Versenyző        | Versenyszám    | Előfutam | Előfutam | Előfutam | Elődöntő | Elődöntő | Elődöntő | Döntő   | Döntő    |
| Versenyző        | Versenyszám    | Idő      | Hely.    | Össz.    | Idő      | Hely.    | Össz.    | Idő     | Helyezés |
| ---------------- | -------------- | -------- | -------- | -------- | -------- | -------- | -------- | ------- | -------- |
| Sotiria Neofytou | 100 m pillangó | 1:02,91  | 6.       | 37.      | kiesett  | kiesett  | kiesett  | kiesett | kiesett  |

## Vitorlázás
Férfi

| Versenyző         | Versenyszám     | Futam | Futam | Futam | Futam | Futam | Futam | Futam | Futam | Futam | Futam | Futam | Futam | Futam   | Pontszám | Helyezés |
| Versenyző         | Versenyszám     | 1     | 2     | 3     | 4     | 5     | 6     | 7     | 8     | 9     | 10    | 11    | 12    | É       | Pontszám | Helyezés |
| ----------------- | --------------- | ----- | ----- | ----- | ----- | ----- | ----- | ----- | ----- | ----- | ----- | ----- | ----- | ------- | -------- | -------- |
| Andréasz Kariólu  | Szörfvitorlázás | 12    | 12    | 16    | 23    | 10    | 6     | 18    | (27)  | 23    | 22    | 19    | 20    | kiesett | 181      | 19.      |
| Pávlosz Kondídisz | Laser           | 7     | (31)  | 1     | 14    | 25    | 6     | 8     | 14    | 9     | 8     |       |       | 12      | 104      | 7.       |